# Lizzie Magieová
Elizabeth J. Magieová (provdaná Phillipsová; 9. května 1866 Macomb – 2. března 1948 Arlington) byla americká tvůrkyně stolních her, vynálezkyně, spisovatelka, herečka, feministka a georgistka. Vytvořila stolní hru The Landlord's Game, nejdůležitějšího předchůdce hry Monopoly. Hru vymyslela proto, aby zpropagovala ekonomické teorie Henryho George. Vynálezce Monopolů Charles Darrow odmítal vždy přiznat, že by se hrou Magieové inspiroval, ačkoli podobnost byla do očí bijící. Magieová ho za to několikrát veřejně kritizovala. Na své hře podle vlastních slov vydělala za celý život 500 dolarů, což bylo méně, než do projektu investovala. Vydavatelé Monopolů, společnost Parker Brothers, se rozhodli zahladit případné právní spory tím, že jí umožnili v jejich firmě vydat dvě jiné deskové hry. Na případ až mnohem později upozornil Ralph Anspach, který sám vedl s Parker Brothers právní spor kvůli své hře Anti-monopoly a při studiu podkladů pro soudní proces narazil na zahlazený spor Magieové s firmou. Poté teprve byl veřejně uznán její přínos při tvorbě nejslavnější stolní hry 20. století. Magieové kreativita se ale projevovala i jinak: ve věku 26 let získala patent na vynález, který usnadnil proces psaní na stroji tím, že umožnil papíru snadněji procházet válci. V té době přitom na ženy připadalo jen jedno procento všech patentů. Originální byla i ve svém feministickém aktivismu, když si koupila reklamu v médiích a pokusila se vydražit jako „mladá americká otrokyně, která hledá manžela, který by ji vlastnil“. Tato reklama měla ukázat potupné postavení žen ve společnosti. Reklama se skutečně rychle stala předmětem zájmu médií v celých Spojených státech.